# James Lavery
James Lavery (James Arthur „Jim“ Lavery; * 3. März 1929 in Calgary) ist ein ehemaliger kanadischer Sprinter, der sich auf den 400-Meter-Lauf spezialisiert hatte.
Bei den Olympischen Spielen 1952 in Helsinki wurde er Vierter in der 4-mal-400-Meter-Staffel. Über 400 m schied er im Halbfinale aus.
1952 wurde er Kanadischer Meister. Seine persönliche Bestzeit von 47,5 s stellte er am 14. Juni 1952 in Berkeley auf.